# Грб Валеа
Грб Валеа  је званични симбол швајцарског кантона  Валеа. Грб датира из 1802, а задњу адаптацију је имао 1947. године.